# Arge pallidinervis
Arge pallidinervis is een vliesvleugelig insect uit de familie van de Argidae. De wetenschappelijke naam van de soort is voor het eerst geldig gepubliceerd in 1935 door Gussakovskij.